# La Rocheta (Charente)
La Rocheta (en francès La Rochette) és un municipi francès situat al departament del Charente i a la regió de la Nova Aquitània. L'any 2007 tenia 546 habitants.

## Demografia

### Població
El 2007 la població de fet de La Rochette era de 546 persones. Hi havia 217 famílies de les quals 51 eren unipersonals (31 homes vivint sols i 20 dones vivint soles), 75 parelles sense fills, 71 parelles amb fills i 20 famílies monoparentals amb fills.
La població ha evolucionat segons el següent gràfic:
Habitants censats

### Habitatges
El 2007 hi havia 249 habitatges, 223 eren l'habitatge principal de la família, 13 eren segones residències i 14 estaven desocupats. 248 eren cases i 1 era un apartament. Dels 223 habitatges principals, 189 estaven ocupats pels seus propietaris, 31 estaven llogats i ocupats pels llogaters i 2 estaven cedits a títol gratuït; 3 tenien una cambra, 8 en tenien dues, 26 en tenien tres, 75 en tenien quatre i 111 en tenien cinc o més. 166 habitatges disposaven pel capbaix d'una plaça de pàrquing. A 94 habitatges hi havia un automòbil i a 117 n'hi havia dos o més.

### Piràmide de població
La piràmide de població per edats i sexe el 2009 era:
| Homes | Edats   | Dones |
| ----- | ------- | ----- |
| 0     | 95 o +  | 0     |
| 0     | 90 a 94 | 0     |
| 4     | 85 a 89 | 4     |
| 8     | 80 a 84 | 0     |
| 12    | 75 a 79 | 8     |
| 16    | 70 a 74 | 24    |
| 4     | 65 a 69 | 12    |
| 16    | 60 a 64 | 16    |
| 8     | 55 a 59 | 8     |
| 12    | 50 a 54 | 20    |
| 12    | 45 a 49 | 12    |
| 16    | 40 a 44 | 16    |
| 16    | 35 a 39 | 16    |
| 24    | 30 a 34 | 8     |
| 12    | 25 a 29 | 28    |
| 20    | 20 a 24 | 4     |
| 16    | 15 a 19 | 4     |
| 28    | 10 a 14 | 8     |
| 16    | 5 a 9   | 4     |
| 20    | 0 a 4   | 0     |

## Economia
El 2007 la població en edat de treballar era de 340 persones, 252 eren actives i 88 eren inactives. De les 252 persones actives 235 estaven ocupades (131 homes i 104 dones) i 17 estaven aturades (4 homes i 13 dones). De les 88 persones inactives 37 estaven jubilades, 25 estaven estudiant i 26 estaven classificades com a «altres inactius».

### Ingressos
El 2009 a La Rochette hi havia 227 unitats fiscals que integraven 559 persones, la mediana anual d'ingressos fiscals per persona era de 16.508 €.

### Activitats econòmiques
Dels 16 establiments que hi havia el 2007, 3 eren d'empreses extractives, 1 d'una empresa de fabricació d'altres productes industrials, 4 d'empreses de construcció, 4 d'empreses de comerç i reparació d'automòbils, 1 d'una empresa d'informació i comunicació, 1 d'una empresa immobiliària i 2 d'entitats de l'administració pública.
Dels 5 establiments de servei als particulars que hi havia el 2009, 1 era un taller de reparació d'automòbils i de material agrícola, 1 paleta, 1 fusteria, 1 electricista i 1 restaurant.
L'any 2000 a La Rochette hi havia 18 explotacions agrícoles.

## Equipaments sanitaris i escolars
El 2009 hi havia una escola elemental integrada dins d'un grup escolar amb les comunes properes formant una escola dispersa.

## Poblacions més properes
El següent diagrama mostra les poblacions més properes.